# Agrotendencia
Agrotendencia es un canal de televisión por suscripción agropecuario venezolano fundado en el año 2012 conducido por el médico veterinario Luis Eduardo Palacios.Durante 10 años recorrió toda la geografía agrícola del país. Luego trascendió fronteras y se convirtió en un proyecto regional dirigido a todo el continente americano.
El canal cuenta con alianzas estratégicas con diferentes institutos, entre ellos, la Universidad Central de Venezuela, la Universidad de Costa Rica y el Instituto Interamericano de Cooperación para la Agricultura.

## Sobre Agrotendencia TV
Es un canal de televisión privado, fundado en enero del 2012. Es transmitido a través de sistemas de TV paga en 13 países del continente americano. Difunde contenido sobre agricultura, ganadería, piscicultura, forestal, cuidado del medio ambiente, bienestar animal, nutrición y noticias.
El canal de TV cuenta con programas en español producidos en: México, Guatemala, Costa Rica, Panamá, Colombia, Perú, Venezuela, Chile, Argentina, Paraguay, Brasil, Estados Unidos y España.

## Agropedia
En 2018 fue creado Agropedia, para dar respuesta a preguntas de los televidentes. Es una enciclopedia con información técnica de cultivos, explotaciones pecuarias y temas actuales en producción agraria.

## Agroshow
En 2020 lanzó Agroshow. Una plataforma que ofrece información tanto de empresas locales como grandes transnacionales, para que los productores encontraran todo lo que necesitaban para sus fincas.